# Вадвич (герб)
Вадвич (пол. Wadwicz, Wadwic) — шляхетський герб польського чи німецького походження, що вживався серед польських, українських, литовських, білоруських шляхетських родів.

## Опис
Щит розсічений на дві половини: права червона, ліва — срібна (біла), у яких змінних кольорів дві морські риби вигином до країв щита у вигляді оберненої літери "С". У клейноді п'ять (в старішому варіанті - три) страусових пер. Намет червоний, підбитий сріблом.
Сучасний опис, згідно правил блазонування, виглядає наступним чином:
На щиті, розділеному вертикально, в першому полі, правому червоному, форель срібна, в другому полі, лівому срібному, форель червона. Обидві риби головами догори, хвостами донизу, але так, що як головами, так і хвостами від себе відвернуті, ніби кожна вигнута у формі подовженого напівкола. В клейноді над шоломом п'ять страусових пер. Намет червоний, підбитий сріблом.

## Історія

### Гербова легенда
За легендою, лицар німецького походження на ім'я Вадвич двічі був направлений у складі делегації короля Болеслава III (за іншими даними — Владислава I в Данію. При поверненні цей лицар потрапив у шторм на морі й потонув. У нагороду за заслуги король дарував цей герб його нащадкам.

### Найдавніші згадки
Зустрічається вперше у документах, датованих 1404 роком, а саме в судових записах познанських земських книг (разом з описом старого клейноду). 
Після Городельської унії 1413 року 47 гербів, в тому числі й Вадвич, були закріпленні за представниками литовсько-руської (української) шляхти, та відбулось зрівняння прав шляхти католицького віровизнання Королівства Польського та шляхти Великого князівства Литовського, Руського та Жемайтійського. Відповідно до умов унії шляхтич Ян Менжик з Домброви передав цей герб литовському боярину Петру Монтигердовичу. 
Герб зберігся на середньовічних печатках 1413, 1427 і 1430 років Яна Менжика з Домброви, також 1413 року Петра Монтигердовича, литовського боярина.  
Герб згадується в найстаршому збереженому на сьогодні польському гербовнику, Insignia seu clenodia Regis et Regni Poloniae, написаному істориком Яном Длугошем в 1464—1480 роках. 
Найбільшого поширення герб здобув серед родин, осівших на Білій Русі, Литві та познанській землі. До найбільш відомих родин, вживаючих гербу "Вадвич", слід віднести роди Нарушевичів та Венславських.

### Етимологія
Назва Вадвич, на думку польського геральдиста Юзефа Шиманського, має топографічне походження.

## Роди
Герб належав понад 30 литовсько-руським родам, всього ж цим гербом користувалися 73 шляхетські родини, згідно списку Тадеуша Гайля:
Адамкевичі (Adamkiewicz), Адамковичі (Adamkowicz), Анґліцькі (Anglicki), Анцевичі (Ancewicz), Блоші (Błosz), Богдзевичі (Bohdziewicz), Богуші (Bohusz), Борейші (Borejsza), Бородзичі (Borodzicz), Бородзіци (Бородичі) (Borodzic), Боські (Boski), Вадвичі (Wadwicz), Вадзичі (Wadzicz), Вадзіші (Wadzisz), Вандаловичі (Wandałowicz), Вазґєлли (Wazgiełło), Ваховичі (Wachowicz), Венславовичі (Węsławowicz), Венславські (Węsławski), Венцлавовичі (Węcławowicz), Венцлавські (Węcławski), Вєнцлавські (Więcławski), Віруловичі (Wirułowicz), Вісконти (Wiskont), Волчеки (Wołczek), Даукші (Dauksza), Довґірди (Dowgird), Довґірти (Dowgirt), Домбровські (Dąbrowski), Ганцовичі (Hancowicz), Ґірдзімонти (Girdzimont), Здановичі (Zdanowicz), Каменецькі (Kamieniecki), Кербедзь (Kierbedź, Kierbiedź), Климковські (Klimkowski), Контовти (Kontowt), Лодзяти (Łodziata), Лойби (Łoyba), Лойбо (Łojbo), Лойбоа (Łojboa), Манґірди (Mangird), Маткевичі (Matkiewicz), Матяшевичі (Matyaszewicz), Менжики (Mężyk), Менські (Mieński), Монґвіди (Mongwid), Монґірди (Mongird), Монґялли (Mongiałło), Монґяли (Mongiało), Мондиґєрти (Mondygiert), Мондиґірди (Mondigird), Мондиґірдовичі (Mondigirdowicz), Монкевичі (Monkiewicz), Монкерські (Monkierski), Монтиґерди (Montygerd), Монтиґердовичі (Montygerdowicz), Монтиґєрди (Montygierd), Монтиґєрдовичі (Montygierdowicz), Монюшки (Moniuszko), Нада(р)жинські (Nadarzyński), Нада(р)жицькі (Nadarzycki), Ноймани (Neuman), Окушковичі (Okuszkowicz), Перманковські (Permankowski), Пецнери (Pecner), Роски (Roska), Роські (Roski), Рошкевичі (Roszkiewicz), Рушкевичі (Ruszkiewicz), Станкевичі (Stankiewicz), Станковські (Stankowski), Станьковські (Stańkowski), Юшковичі (Juszkowicz).
Початково герб "Вадвич" приймали родини спільного походження. Хоча, було й так, що родина відмовлялась від свого первісного герба на користь "Вадвича". 
Рід Борейшів мав бути відгалуженням родини Боремльських Погоня Литовська II, Каменецькі з троцького воєводства — гілкою Матяшевичів, одна з гілок Мацашевичів (Матяшевичів) з мінського воєводства також мала називатись Каменецькими, з іншого боку, Надаржинські з Волині мали бути спільного походження з Венславськими, натомість Венславські з Литви, які згадуються там в 1569 році, мали б походити від Венславовичів. 
Вавринець Крейц (пол. Wawrzyniec Kreutz), син Дидерика, що походив з родини, яка вживала герб "Крейцен" (Kreutzen), мав долучитись до повстання пруссів проти хрестоносців в 1454 році, воював на боці Польщі, а його нащадки, полонізувавшись, змінили прізвище на Крайч, Креч (Krajcz, Krecz) й вживали герб "Вадвич". Герб і родину цю згадує Юзеф Шиманський, але додає, що прийнятий ними герб Тріумф I (Крейц) об'єднав герби "Вадвич" і власний (родовий). 

### Інші роди
Юрій Личковський, на своїй геральдичній сторінці, добавляє до "Вадвича" також родини Борейшів (Boreysza) та Волчків (Wołczko). Теодор Жихлінський стверджував, що родина Нарушевичів також вживала герб "Вадвич", хоча Тадеуш Гайль приписує їм власний герб з назвою "Нарушевич".

### Різновиди (відміни) герба
Враховуючи, що герб "Вадвич" використовувала доволі невелика кількість гербових родин, тому великої кількості його різновидів (відмін) не зафіксовано. Тадеуш Гайль надає лише дві відміни герба "Вадвич", згадана вище Лодзята, в якій одна риба виявилась перевернутою, і Нарушевич, невідомого кольору та іншим клейнодом (пера павича). Члени гербового роду "Вадвич" ніколи не отримували аристократичних титулів (барон, граф, князь), а тому не існує жодних версій герба з аристократичними додатками.